# 宮崎礼子
宮崎 礼子（みやざき れいこ、1931年3月29日 - ）は、日本の家政学者、日本女子大学名誉教授。

## 略歴
佐賀県佐賀市生まれ。1952年日本女子大学家政学部児童学科卒、同農家生活研究所研究員、1966年日本女子大専任講師、助教授、1980年教授。農村生活改善普及事業に草創期から関わり、「〔一家に1枚､フライパンを持とう〕という合い言葉によって食生活の向上、家族関係などの変革」をも目指したという。国連女性の10年には丸岡秀子の共同研究者として成果を『変貌する農村と婦人』に寄稿した。
日本女子大学在職中は同学図書館友の会の活動に参加、1999年定年、名誉教授。
生活経済学会会員として2000年に第15回研究大会準備委員長を務める。

## 主な著作
単著・書籍
- 『農家の家計 そのしくみと問題点』東京明文堂、1961年。

論文
- 「農家の消費水準および消費パターン--都市生活者家計との比較」『日本女子大学紀要』第8号、日本女子大学家政学部、1961年1月、33-42頁。0288-304X
- 「労働組合の理論生計費をどう考えるか (特集：インフレ下の賃金闘争の課題」『賃金と社会保障』第637号、旬報社、1973年11月10日、25-28頁。 0911-4718
- 「4人世帯のライフステージ別家計分析--春闘共闘委家計調査を使用して」『総評調査月報』第10巻第4号、日本労働組合総評議会経済局、1976年4月、13-21頁。
- 「農業婦人のおかれた状況--農地改革から三〇年の農政・農業生産力・農家生活 (女性解放と社会保障<特集>)」『婦人問題懇話会会報』第27号、婦人問題懇話会、1977年、16-24頁。0910-0636
- 「生活を協同的に管理するために--家計費・食料費を結び目として(組合員生活と協同組合<特集>)」『協同組合経営研究月報』第434号、協同組合経営研究所、1989年11月、2-8頁。0914-1758
- 「農家経済・家計と農村女性の課題と方向 (今／なぜ女性問題か<特集>) 」『農業と経済』第58巻第13号、富民協会、1992年12月、10-16頁。0029-0912
- 「巻頭言・現代日本の女性問題の基本視点(特集・現代日本の女性の地位)」『家政経済学論叢』第32号、日本女子大学家政経済学会、1996年5月、1-12頁。0287-0967

## 共編著
書籍
- 「大正期の農村婦人」『大正の女子教育』日本女子大学女子教育研究所(共編)〈女子教育研究双書 ; 5〉、国土社、1975年。全国書誌番号:71015497
- 『家庭管理論』伊藤セツ (共編)、〈有斐閣新書〉、1978年。
- 『対談農村生活を考える』浜田陽太郎、矢口光子(共編)、全国新聞情報農業協同組合連合会、1979年。
- 『家政経済論』(編)、朝倉書店〈日本女子大学家政学シリーズ〉、1982年。
- 『農家の暮らしと生活設計』大木れい子 (共著)、家の光協会、1982年。
- 『家政学理論』伊藤セツ、若山浩司 (共編)、〈有斐閣双書〉、1986年。
- 「農家家計の構造変化と生活の課題」『変貌する農村と婦人』、丸岡秀子 (監修)、家の光協会、1986年。48-80頁。
- 『生活改善型・農家家計診断と長期生活設計のシステム』児島俊弘 (共編)、農林統計協会、1986年。
- 『社会福祉専門職ライブラリー 介護福祉士編　家政学概論』(編)、誠信書房、1995年。
- 『家庭科教育試論 今日的課題をめぐって』(編著)、芽ばえ社、1999年。
- 『家庭科の授業実践 目白が丘の学舎を巣立って』(編著)、芽ばえ社、1999年。
- 『現代の家庭と生活経営』(編)、朝倉書店、1999年。
- 「村田泰彦著『家庭科教育の理論』」『現代日本女子教育文献集』別巻解説、中嶌邦 (監修)、真橋美智子  (編)、日本図書センター、2005年5月。

論文
- 竹沢晶子「日本女子大学における「生活実習」の現状と問題点」『日本女子大学紀要』第16号、日本女子大学 家政学部、1969年6月、79-89頁。
- 「標準生活費の算定」横山光子、伊藤セツ、相馬信子、今城治子、武長脩行ほかと共著。一般社団法人日本家政学会発行。
  - 「第1報:総論」『家政学雑誌』第31巻第2号、1980年、122-125頁。doi:10.11428/jhej1951.31.122。
  - 「第4報:光熱水費」『家政学雑誌』第31巻第3号、1980年、223-225頁。doi:10.11428/jhej1951.31.223
  - 「第6報:雑費(その1)」『家政学雑誌』第31巻第4号、1980年、302-307頁。doi:10.11428/jhej1951.31.302。
- 川島美保、佐藤美千子「家政学のパラダイム」についての一考察」『家政学雑誌』第37巻第3号、一般社団法人日本家政学会、1986年。221-225頁。doi:10.11428/jhej1951.37.221。
- 「日米食料費率の検討」安倍澄子、天野晴子と共著。日本家政学会発行。
  - 「-1-日米食料費率比較の方法とその指標設定」『日本家政学会誌』第41巻第7号、1990年7月。571-576頁。ISSN 0913-5227。
  - 「-3-食料消費支出パターン」『日本家政学会誌』第41巻第8号、1990年8月。689-695頁。
- 小林俊子「女性・高齢者の個人・家庭生活指標」『農村生活のゆとりの創造—農村生活新指標の検討-』、農村生活総合研究センター、1993年｡
- 小倉紀雄「 真姿(ますがた)の池湧水群を中心とした浅層地下水の揮発性有機塩素化合物の濃度比」『地下水学会誌』第36巻第4号、日本地下水学会、1994年11月。451-459頁。doi:10.5917/jagh1987.36.451。

## 関連文献
- 『現代日本人名録』2002年。